# Đỗ Túc Khang
Đô Túc Khang (1470 - 1523) Đệ tam giáp Đồng Tiến sĩ xuất thân khoa thi Bính Thìn niên hiệu Hồng Đức năm thứ 27 (1496), người thôn Giao Tác, xã Hà Vỹ, huyện Đông Ngàn, xứ Kinh Bắc xưa (nay thuộc xã Liên Hà, huyện Đông Anh, Hà Nội).
Cha của Tiến sĩ Đỗ Túc Khang là cụ Đỗ Hoan sinh năm Đinh Mão, cụ là người tinh thông địa lý am tường thiên văn. Vào năm Canh Dần thì cụ sinh Đỗ Vĩnh Khang. Năm 23 tuổi Đỗ Vĩnh Khang đi thi Hương trúng tam trường, năm 26 tuổi ông lại đi thi Hương trúng Tứ trường, năm 27 tuổi niên hiệu Hồng Đức thứ 27 (1496) ở khoa thi Bính Thìn ông đỗ Đệ tam giáp Đồng Tiến sĩ xuất thân và được vua ngự bút cho đổi tên là Đỗ Túc Khang.
Năm đầu thời Cảnh Thống (1498) ông được ban chức Tri huyện huyện Thủy Đường phủ Kinh Môn, ba năm sau được thăng làm Giám sát Ngự sử đạo Hải Dương. Năm năm sau được thăng làm Đoán sự vệ Kim Ngô. Vào dịp tết Nguyên đán năm thứ 2 đời Đoan Khánh do không biết nên tên Chưởng quan vệ để ngựa chạy sổng mất nên vì việc này mà bị giáng chức.
Mấy năm sau được xá tội cho phục chức làm Đoán sự vệ Cẩm Y. Năm năm lại được thăng làm Hiến sát sứ đạo Hưng Hoá. Sáu năm được thăng làm Hiến sát sứ đạo Sơn Nam. Năm Hồng Thuận thứ 3 (1511) được thăng làm Lưu tướng quân Đoán sự vệ Kim Ngô. Bắt đầu ấm phong cho cha là Đỗ Hoan làm Minh Thời tướng quân Đồng tổng tri, mẹ là bà họ Phạm làm Thạc phu nhân có hiệu là Đoan Trang, vợ là bà Ngô quý thị làm Lệnh phu nhân có tên thụy là Từ Nhân. Năm Hồng Thuận thứ 4 (1512) được thăng làm Thừa tham hộ đạo Hải Dương, năm Hồng Thuận thứ 5 (1513) được cử giữ chức Tham chính đạo Sơn Tây, năm Hồng Thuận thứ 7 (1515) tháng Giêng cha mẹ mất nên phải về chịu tang. Đến tháng 10 năm đó vâng theo mật sắc đem quân đến vùng Kinh Bắc đánh giặc. Đến tháng 12 lại vâng mệnh giữ chức Thừa ti Tham chính đạo Sơn Tây đến vùng Kinh Bắc đóng doanh trại.
Đầu năm Quang Thiệu lại vâng mệnh sắc chỉ đi đánh giặc lại lập được công trạng và được ban thưởng cho ở lại doanh trại đó. Hàng ngày các quan Thừa chính nhị ti cùng các quan lại ở các phủ huyện đều đến báo cáo công việc. Sau hai năm dẹp xong giặc ông được phong chức Tán trị Thừa chính sứ ti các xứ Kinh Bắc. Ông đã dẹp yên được bọn Nguyễn Công Độ, Nguyễn Thông, Nguyễn Nùng ở các vùng vì thế được thăng làm Đặc tiến Kim tử Vinh Lộc Đại phu, kiêm chức Tán trị Thừa chính sứ ti các xứ Thái Nguyên.
Tháng 12 năm thứ hai niên hiệu Thống Nguyên vua lại sai làm tướng đem quân đi đánh giặc ở vùng Thái Nguyên, nhân lúc về qua nhà vào ngày mùng 6 tháng 2 thì ông mất, đặt tên thuỵ là Dao Chiền phủ quân.
Qua gia phả họ Đỗ làng Hà Vỹ chúng ta có thể biết năm 1496 ông đỗ Đệ tam giáp Đồng Tiến sĩ lúc 27 tuổi, tức là ông sinh năm 1470.
Đến ngày mùng 6 tháng 2 năm Thống Nguyên thứ 2 (1523) ông mất khi đi đánh giặc ở Thái Nguyên về nghỉ thăm nhà thì mất, ông hưởng thọ 53 tuổi.